# An Coireán
An Coireán (englisch Waterville) ist ein Dorf in der Grafschaft Kerry im Südwesten der Provinz Munster in der Republik Irland. 2022 betrug die Bevölkerung 555 Einwohner.

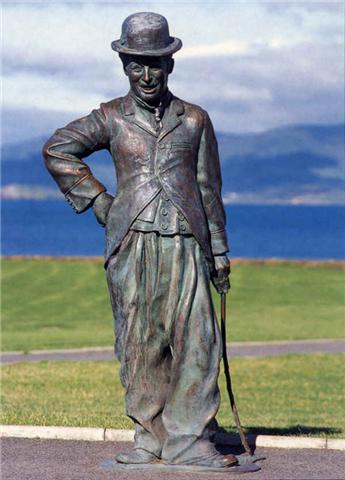
Bronzestatue von Charlie Chaplin in An Coireán

An Coireán liegt auf der Iveragh-Halbinsel auf einer Landbrücke zwischen dem Lough Currane (Loch Luíoch) und der Ballinskelligs Bay (Bá na Scealg).
Der Name „An Coireán“ (irisch für „der kleine Strudel“) verweist auf den Strudel, der sich im Currane River, der Verbindung zwischen dem Lough Currane (Loch Luíoch) und der Ballinskelligs Bay durch den einmündenden Finglas River (An Fionnghlaise) bildet.
Der Schauspieler Charlie Chaplin verbrachte viel Zeit hier und es gibt eine Statue des Schauspielers an der Hauptstraße.
In der Nähe liegen das Wedge Tomb Coomatloukane und die Steinreihe von Eightercua.